# جامعة أوميو

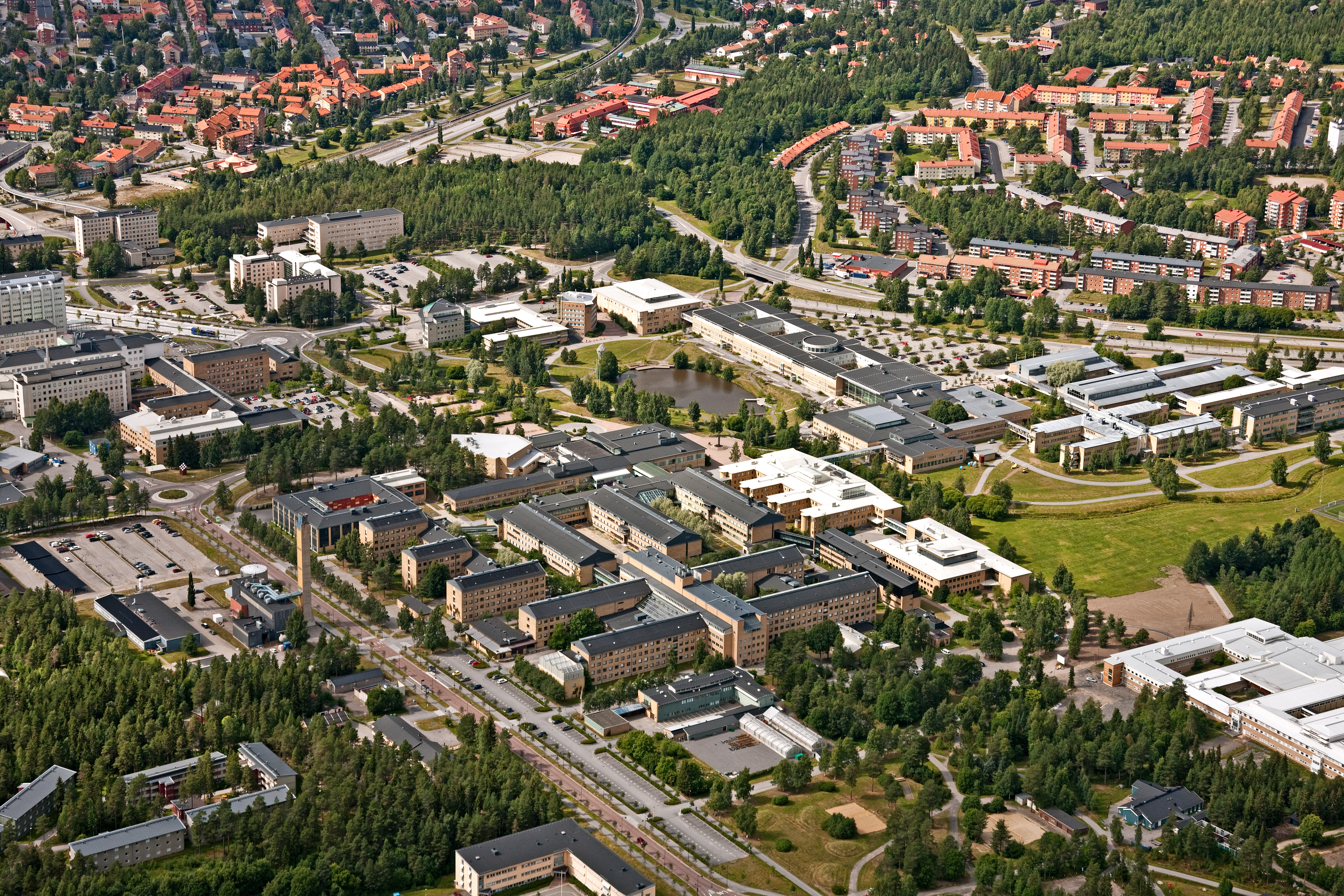
مشهد جوي

جامعة أوميو تأسست في مدينة أوميو في عام 1965 وهي خامس أقدم جامعة بالسويد.
وخلال السبعينات أصبحت الجامعة المعروفة باسم «جامعة الحمراء» بسبب وجود عدد كبير من الطلاب من اليساريين الناشطين سياسياً.
أما اليوم فقد تغير الوضع وعادت الأمور لمجاريها، الجامعة لديها الآن ما يقرب من 18,000 طالب، بما فيها الماجستير والدكتوراه المرشحين. وهناك أكثر من 4,000 موظف، من بينهم 256 من الأساتذة.
دولياً تعتبر هذه الجامعة رائدة للبحوث في مجال الجينوم (المجين) لشجرة الحور (هذا في مجال علوم الحياة)، والمساهمات المقدمة في وظيفة غليسون لحل مشكلة المساحات على صور النمطي الهندسي المتكرر (في مجال الرياضيات), وغيرها من المساهمات العلمية الكثيرة.
وهي أيضاً أكبر مزود لخدمات التعليم عن بعد في بلدان الشمال الأوروبي.
والجدير بالذكر أنها واحدة من الكثير من الجامعات السويدية التي يكون فيها التعليم مجاني وبالإنجليزية للطلاب من كل أنحاء العالم خصوصاً للدراسات العليا. على الرغم من أن الحكومة تدرس الآن إمكانية فرض النفقات الدراسية على الطلبة الأجانب في السنين القادمة بعد سنة 2009.

## وصلات خارجية
- موقع الجامعة الرسمي